# 芗溪乡
芗溪乡，是中华人民共和国江西省九江市都昌县下辖的一个乡镇级行政单位。

## 行政区划
芗溪乡下辖以下地区：
芗溪街社区、黄坡村、新丰村、曹伉村、马垅村、新塘村、新兴村、井头村和芗溪村。